# 西江村
西江村（にしえむら）は、かつて岐阜県海津郡に存在した村である。1955年に合併で海津町となった後、2005年に海津町、南濃町、平田町が合併し、現在は海津市の一部である。
海抜0メートル地帯の輪中の村であり、海津町の西部に該当する。揖斐川大江川に挟まれた地域である。
村名は、高須輪中の西に位置し、江は大江川を意味する。

## 歴史
- 江戸時代末期、この地域は美濃国石津郡であり、尾張藩領、天領であった。
- 1878年（明治11年） - 石津郡は上石津郡と下石津郡に分割され、この地域は下石津郡となる。
- 1897年（明治30年）4月1日[1] - 郡制に基づき、下石津郡、海西郡と安八郡の一部が合併し、海津郡になる。
- 1897年（明治30年）4月1日 - 稲山村、安田村、安田新田、本阿弥新田、沼新田、帆引新田、深浜村と万寿新田の一部が合併し、西江村となる。
- 1955年（昭和30年）1月15日 - 高須町、大江村、吉里村、東江村と合併して海津町となる。同日、西江村廃止。

## 学校
- 西江村立西江小学校（現・海津市立西江小学校）
- 組合立日新中学校（現・海津市立日新中学校）